# 末野原駅
末野原駅（すえのはらえき）は、愛知県豊田市豊栄町にある愛知環状鉄道線の駅である。駅番号は09。

## 歴史
計画時の仮称は弥栄（）駅だった。

### 年表
- 1988年（昭和63年）1月31日：東海旅客鉄道（JR東海）岡多線から愛知環状鉄道線への転換と同時に開業する[1][3]。
- 1989年（平成元年）度：上下線ホームを2両分から4両分に延長[1]。
- 2003年（平成15年）12月8日：有人化（改札業務のみ）[4]。
- 2006年（平成18年）1月6日：自動券売機を設置。切符の販売開始[4]。
- 2013年（平成25年）
  - 3月26日：旅客通路に屋根を設置[4]。
  - 4月7日：駅員配置が通年営業となる（これ以前は、日曜・祝日は休業だった）[5]。
- 2019年（平成31年）3月2日：ICカード「TOICA」の利用が可能となる[6]。

## 駅構造
相対式ホーム2面2線を有する。掘割構造となっており、階段で駅の外と繋がる。
開業当初よりロータリー内には無料の駐車場が設置されていたが、2010年に豊田市による駅前整備で駅に隣接する市営駐車場（有料、ゲート式コインパーキング）が設置されたことに伴って廃止された。

### のりば
| 番線 | 路線            | 方向 | 行先                 | ホーム長 |
| ---- | --------------- | ---- | -------------------- | -------- |
| 1    | ■愛知環状鉄道線 | 上り | 中岡崎・岡崎方面     | 4両      |
| 2    | ■愛知環状鉄道線 | 下り | 三河豊田・高蔵寺方面 | 4両      |

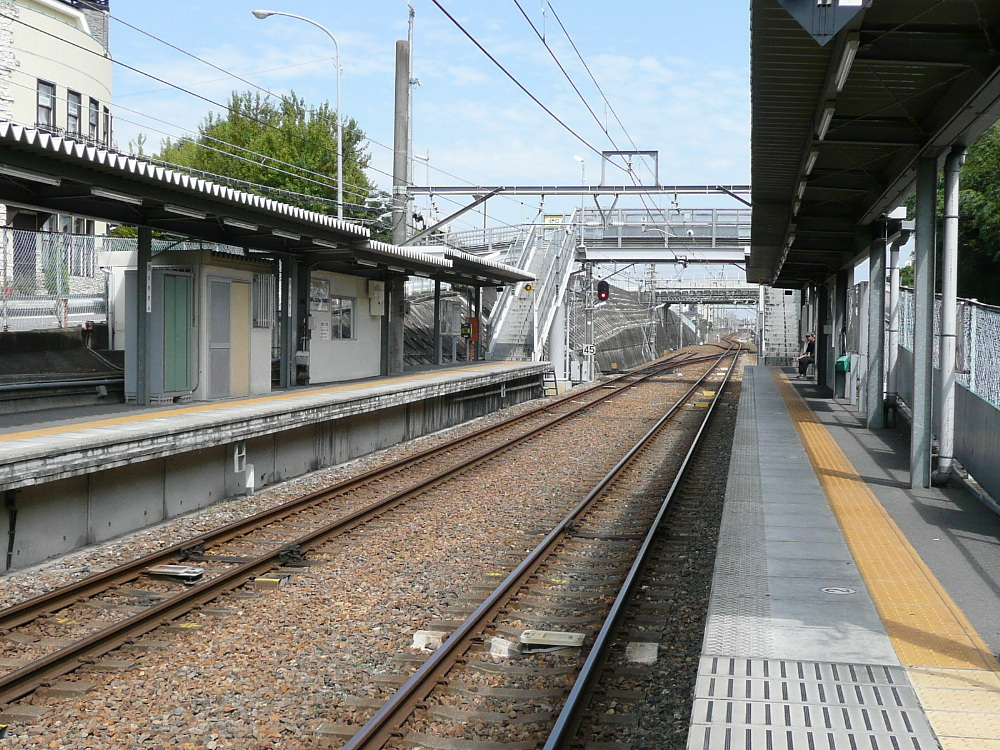
ホーム
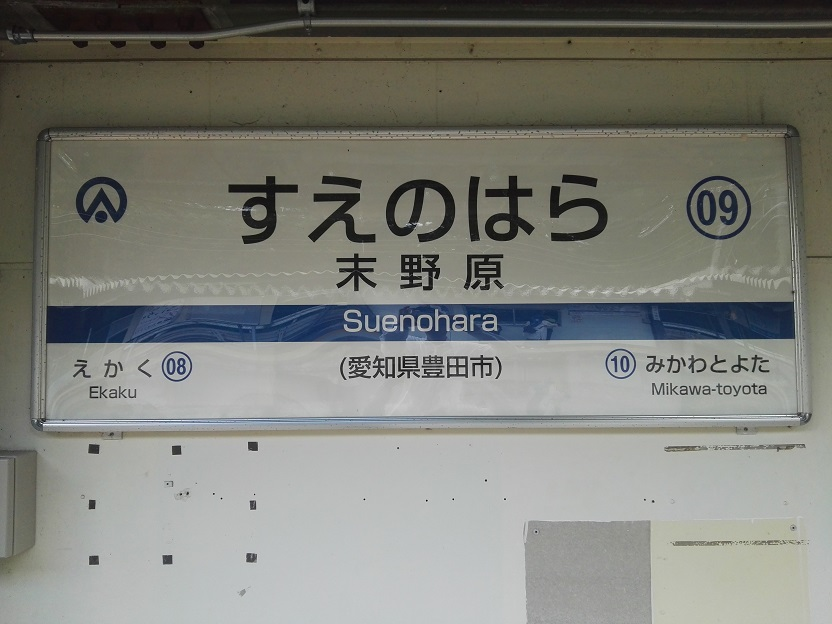
駅名標
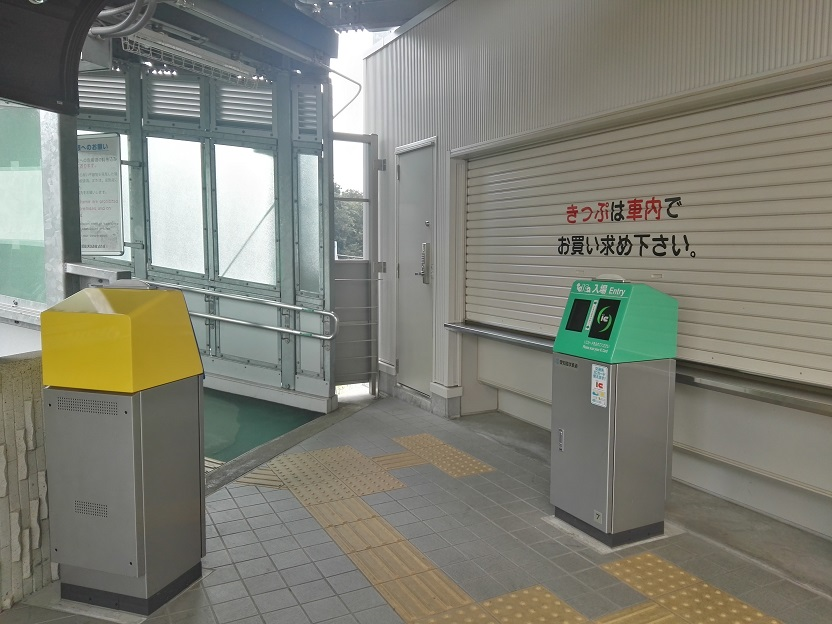
簡易TOICA改札機
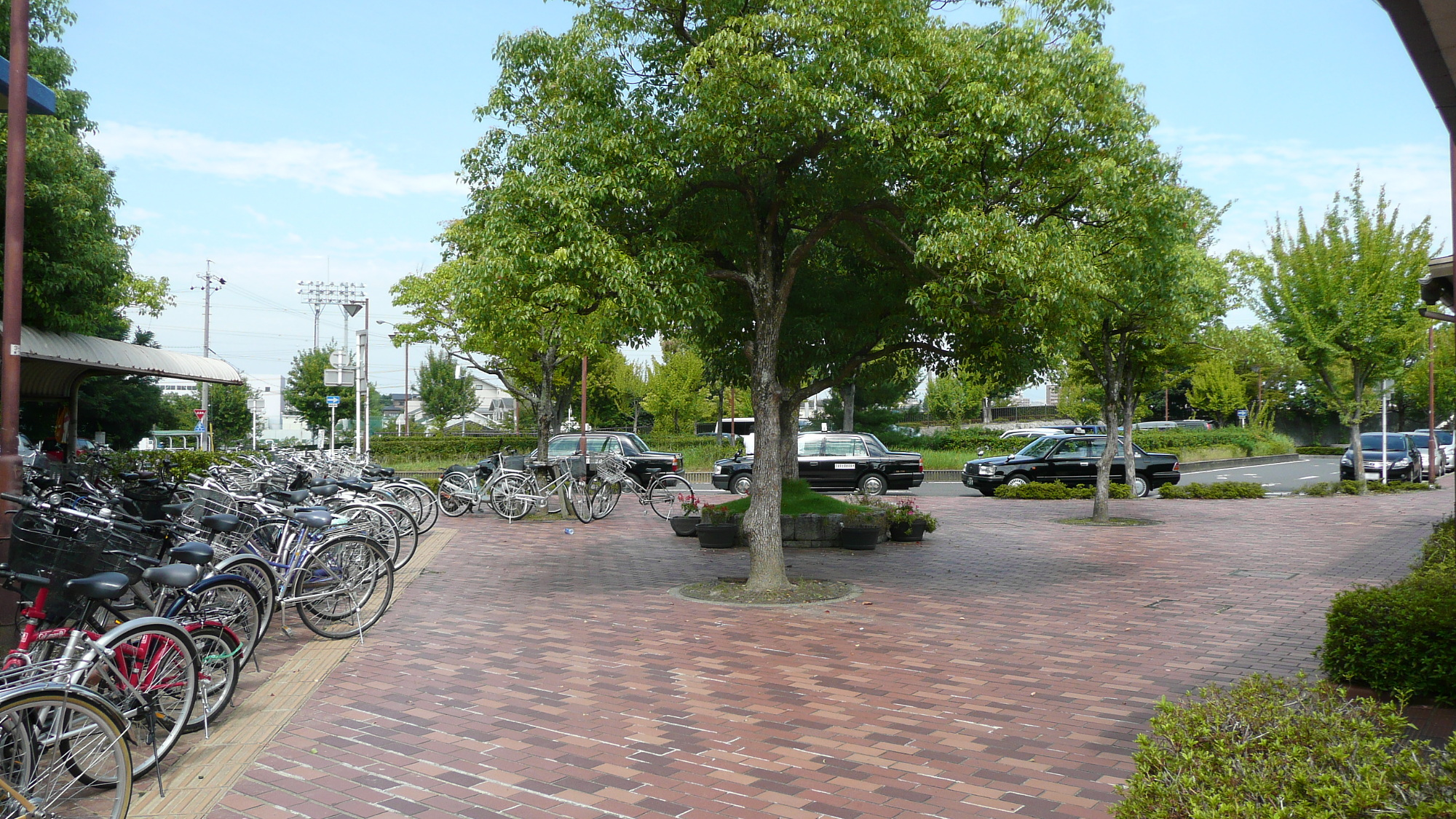
駅前広場
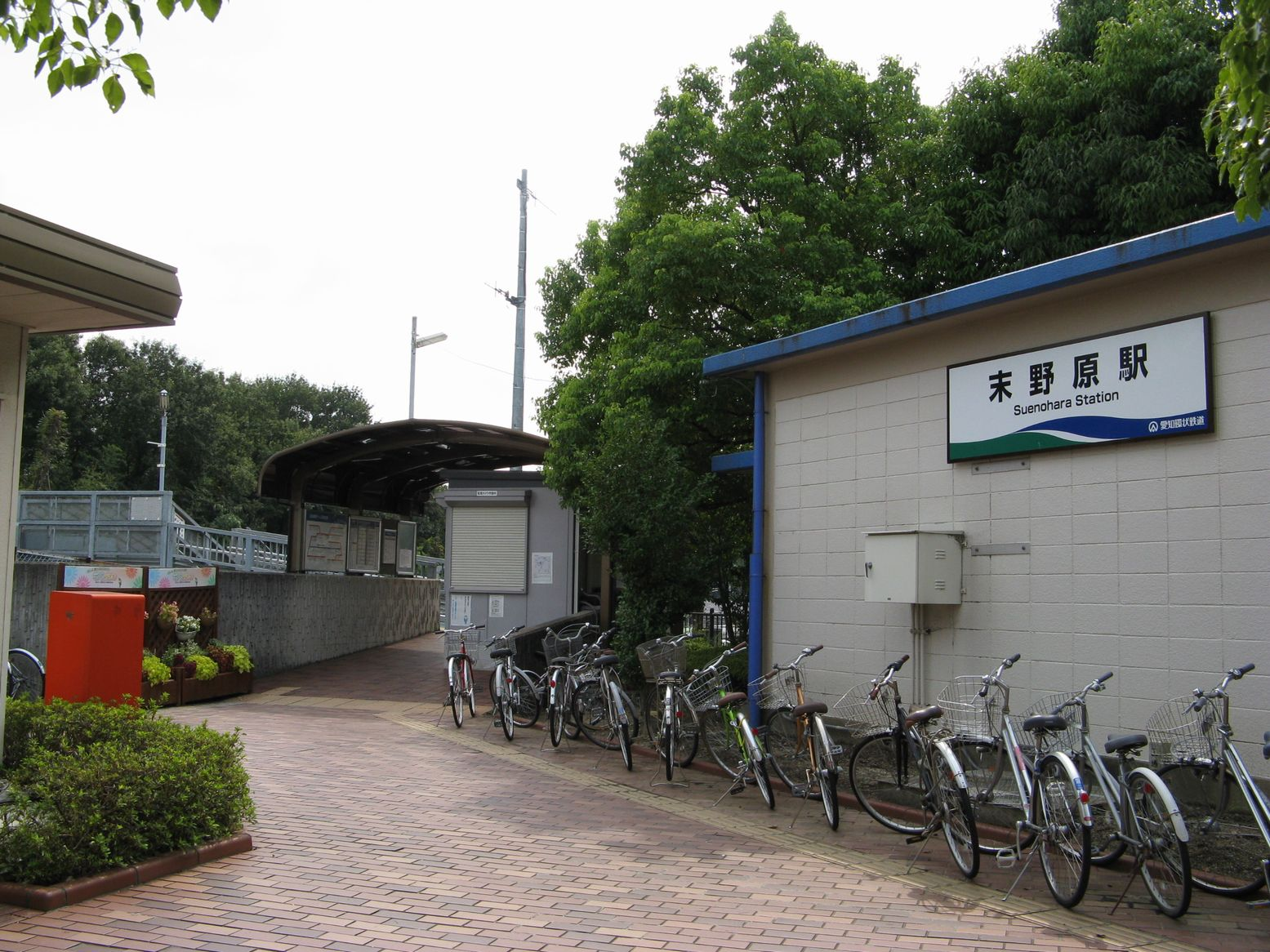
中央奥が駅舎、ホームは左奥の掘割下

## 利用状況
「豊田市統計書」、「移動等円滑化取組報告書」によると、当駅の一日平均乗降客数は以下の通り推移している。
- 2003年度 1,306人
- 2004年度 1,332人
- 2005年度 1,692人（愛知万博開催年）
- 2006年度 1,608人
- 2007年度 1,680人
- 2008年度 1,782人
- 2009年度 1,669人
- 2010年度 1,687人
- 2011年度 1,831人
- 2012年度 2,036人
- 2013年度 2,123人
- 2014年度 2,180人
- 2015年度 2,244人
- 2016年度 2,286人
- 2017年度 2,379人
- 2018年度 2,508人
- 2019年度 2,567人
- 2020年度 1,878人

## 駅周辺
地名の「末野原」は、万葉集に採録された持統上皇の詠み歌『梓弓 陶の原野に鳥狩する君が弓弦の絶えむと思へや』に由来する。
駅北東には茶畑が、南側には森林が広がる。北西は住宅地である。
- 豊田市生涯学習センター 末野原交流館 : 多目的ホール等を有する生涯学習活動の拠点。
- 愛知県立豊野高等学校
- 豊田市立末野原中学校
- 国道248号（豊田南北線）
- 愛知県道489号本地鴛鴨線
- フェルナ 永覚新町店

## バス路線
末野原駅
- 上郷地域バス(にこにこバス)末野原線。運行は週2日。(毎週火・木曜)

## 隣の駅
愛知環状鉄道
■愛知環状鉄道線
永覚駅（08） - 末野原駅（09） - 三河豊田駅（10）